# Sjutjärnarna, Lappland
Sjutjärnarna är en sjö i Vilhelmina kommun i Lappland och ingår i Ångermanälvens huvudavrinningsområde. Sjutjärnarna ligger i Blaikfjället Natura 2000-område.